# Julio Otero Moirelo
Julio Otero Moinelo (La Corunya, 10 d'abril de 1926 - 7 de gener de 2005) va ser un futbolista gallec de la dècada de 1950 que jugava en la posició de defensa. Va militar a les files del Celta de Vigo i del Reial Betis.

## Clubs
| Club                    | Anys      |
| ----------------------- | --------- |
| Real Club Celta de Vigo | 1949-1956 |
| Real Betis Balompié     | 1956-1958 |